# 千光寺山グリーンランド
千光寺山グリーンランド（せんこうじやまグリーンランド）は、広島県尾道市にかつて存在した遊園地である。

## 概要
- 1966年4月、尾道観光協会直営により前身「千光寺公園子供の国」の名称でオープン[1]。
- 海と島の博覧会が開催された1989年、大きくリニューアルして「千光寺山グリーンランド」となる[1]。その初年度には31万6500人が訪れたが、次年度には21万人に落ち込むなど、その後のバブル崩壊、少子化、レジャーの多様化で年々減り続け、通年の営業を1995年度からシーズン（ゴールデンウィークや盆、秋の行楽期、年始など）のみの営業に短縮していた。
- また、リニューアル当時10種類あったアトラクションは末期までに6種類にまで減っていた。
- 大阪府のエキスポランドで2007年5月に起きたコースター事故により、国土交通省から求められたコースター以外の遊戯具の安全点検のための費用などにより、2007年度後半の赤字予想が100万円程度となったため、予定（2007年度末）を前倒しし2007年7月いっぱいで廃業し遊戯具を撤去することを7月17日の理事会に諮り、廃業した。（ゴールデンウイーク後から休園）
- 2007年の営業終了までの数年は年間約60日の営業で入場者は2〜4万人。施設の維持費は年間500万円かかったため、収支はとんとんの状態であった。

平成18年度　総利用人員　24,504人　総収入　4,554,800円
平成19年度　総利用人員　15,628人　総収入　2,956,700円　　（尾道観光協会の年度事業報告より）　
- 遊戯具は2008年6月に全て撤去された。
- 正式名称は「千光寺山グリーンランド」であるが一部閉園に関する報道などでは「千光寺公園グリーンランド」と表記された物もあった。

## 所在地
- 広島県尾道市西土堂町19

## アトラクション
- 観覧車
- グリーンコースター（ジェットコースター）
- モノレール
- バッテリーカー
- メリーゴーランド
- バイキング
- フライングスインガー
- コンボイトラバンド
- グリーンサイクル
- 子供汽車

## その他
- 1997年に百島とともに、閉園か存続かで揺れる過疎と経営難の遊園地をめぐって高齢者の生きがいと厳しい現実を描いたNHK土曜ドラマ『極楽遊園地』（出演：香川京子、藤村俊二、千秋実、原ひさ子など）のロケ地となり、寂れていくストーリーが現実と妙に重なり話題となった[1]。
- 園内にクジャクなどの動物を飼育したが閉園するかなり以前に猿山を残して撤去されている。猿山は閉園後も残されたが、2025年には残されていない。